# Carobius elongatus
Carobius elongatus is een insect uit de familie van de bruine gaasvliegen (Hemerobiidae), die tot de orde netvleugeligen (Neuroptera) behoort. 
Carobius elongatus is voor het eerst wetenschappelijk beschreven door New in 1988.